# Američka košarkaška prvenstva
Američka košarkaška prvenstva se održavaju od 1993. godine u razmacima od četiri godine. 
| Godina | Domaćin                               | Zlato     | Srebro    | Bronca                 |
| ------ | ------------------------------------- | --------- | --------- | ---------------------- |
| 2011.  | Mar del Plata, Argentina              | Argentina | Brazil    | Dominikanska Republika |
| 2009.  | San Juan, Portoriko                   | Brazil    | Portoriko | Argentina              |
| 2005.  | Santo Domingo, Dominikanska Republika | Brazil    | Argentina | Venezuela              |
| 2001.  | Nuequén, Argentina                    | Argentina | Brazil    | Kanada                 |
| 1997.  | Montevideo, Urugvaj                   | SAD       | Portoriko | Brazil                 |
| 1993.  | San Juan, Portoriko                   | SAD       | Portoriko | Argentina              |
| 1992.  | Portland, SAD                         | SAD       | Venezuela | Brazil                 |
| 1989.  | Ciudad Mexico, Meksiko                | Portoriko | SAD       | Brazil                 |
| 1988.  | Montevideo, Urugvaj                   | Portoriko | Brazil    | Kanada                 |
| 1984.  | Sao Paolo, Brazil                     | Brazil    | Urugvaj   | Kanada                 |
| 1980.  | San Juan, Portoriko                   | Portoriko | Kanada    | Argentina              |

| Međunarodna košarka | Međunarodna košarka |
| --- | ------------------- |
| |                     |
| FIBA \| Olimpijske igre \| Svjetsko prvenstvo \| FIBA-ina ljestvica Afrika: FIBA Afrika – Afričko prvenstvo Amerika: FIBA Amerika – Američko prvenstvo Azija: FIBA Azija - Azijsko prvenstvo Europa: FIBA Europa – Europsko prvenstvo Oceanija: FIBA Oceanija – Oceanijsko prvenstvo |                     |

| Međunarodna košarka | Međunarodna košarka |
| --- | ------------------- |
| |                     |
| FIBA \| Olimpijske igre \| Svjetsko prvenstvo \| FIBA-ina ljestvica Afrika: FIBA Afrika – Afričko prvenstvo Amerika: FIBA Amerika – Američko prvenstvo Azija: FIBA Azija - Azijsko prvenstvo Europa: FIBA Europa – Europsko prvenstvo Oceanija: FIBA Oceanija – Oceanijsko prvenstvo |                     |